# Martin Solveig
Martin Laurent Picandet (París, 22 de septiembre de 1976), conocido por su nombre artístico Martin Solveig, es un DJ, cantante, remezclador y productor discográfico francés de música electrónica. En 2016 apareció por última vez en la encuesta realizada por la revista DJ Mag ubicándose en el puesto #98, siendo su mejor desempeño en el año 2011 cuando se posicionó en el número 29.
En el año 2007 fue entrevistado, y explicó que por sus creencias religiosas se denominaba cristiano, algo que ha dejado claro con sus frases en diversas presentaciones: «Dios me dio el talento, yo simplemente le doy las gracias y lo utilizo para bien». En varias ocasiones ha expresado su preocupación por la violencia, y que depende de las iglesias trasmitir un mensaje positivo para frenarla.
Conduce un programa radial llamado C'est La Vie, transmitido por emisoras de todo el mundo incluyendo FG DJ Radio de su natal Francia.

## Inicios de su carrera
Nacido en 1976, consiguió su primer tocadiscos a los 13 años, pero no fue hasta 1992 cuando Martin se decidió a comenzar su carrera en la música electrónica a pesar de que fue educado en música clásica (Martin era un solista soprano en el coro parisino Les Petits Chanteurs de Sainte-Croix de Neuilly). Debutó con su primera residencia en el club de París Le Palace con el apoyo de Claude Monnet.
Martin Solveig se mudó a otro famoso club nocturno parisino, Les Bains Douches, donde trabajó con famosos DJ's como Todd Terry, Roger Sánchez y Bob Sinclar. Su popularidad llegó aún más lejos gracias a las fiestas Pure en el Queen Club tanto en el papel de DJ, como de director artístico.

## Discos grabados en sus inicios
Comenzó a producir en una temprana etapa de su carrera. A través de su propio sello Mixture Stereophonic, editó dos sencillos de 12 pulgadas, Heart of África  y Come With Me. Estos sencillos combinan la música dance con música interpretada con instrumentos tradicionales. Bob Sinclar le invitó a unirse al proyecto Africanism que combina música africana y música electrónica. Más tarde lanzó el sencillo Edony, que tuvo buena acogida en todo el mundo.

## Controversias
En diciembre de 2018, Solveig recibió críticas cuando le pidió a la primera ganadora del Balón de Oro Féminin, Ada Hegerberg, que baile twerk en la ceremonia de premiación. El presidente de la UEFA, Aleksander Čeferin, lo calificó de "idiota que no sabe cómo comportarse" y agregó que "nunca volverá a albergar un evento así". Solveig emitió una disculpa pública "a cualquiera que se haya sentido ofendido" y dijo que era una broma y que Hegerberg no lo consideraba acoso sexual.

## Carrera posterior

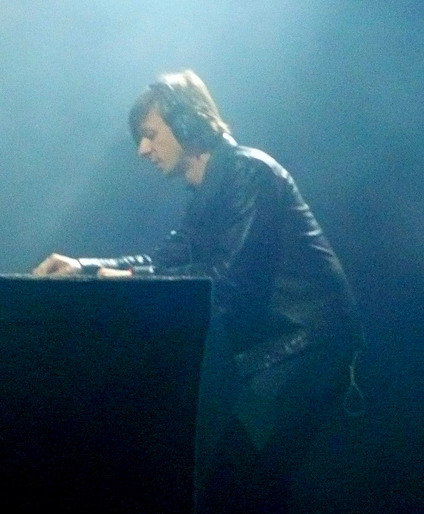
Martin Solveig en el festival Pukkelpop en 2009

En 2002, lanzó el álbum Sur La Terre, que contiene tanto Heart of África  como Edony. El álbum fue lanzado internacionalmente por Universal Music. Otra tema notable del álbum es Linda, un tributo a Fela Kuti y Serge Gainsbourg. El álbum fue lanzado en 2004 en EE. UU. En 2003, trabajó con Salif Keïta en Madan que triunfó en Europa, sobre todo en Francia, Italia y Grecia. Rocking Music, en la que destaca una figura rítmica de guitarra punk rock (y también conocido por tener la voz de Jay Sebag), llegó al top 40 en Australia. Madan y Rocking Music fueron remezclados en su segundo álbum, Suite. Madan fue mezclado de nuevo como una canción para la Copa del mundo de Alemania, Zidane Il Va Marquer! antes de la final entre Italia y Francia. Los siguientes sencillos I'm A Good Man, y Everybody. Solveig fue uno de los productores del álbum de Bob Sinclar, Western Dream, lanzado en 2006, precisamente en el tema For You. En el año 2007 Martin Solveig fue el DJ del congreso del UMP, el partido de ideología conservadora de Nicolas Sarkozy, justo antes de la elección presidencial francesa. Su cuarto álbum de estudio C'est La Vie editado en 2008, logró vender más de 300 000 copias, del cual se desprenden sencillos como C'est La Vie y I Want You.
El 20 de septiembre de 2008, fue nombrado Caballero de las Artes y las Letras por la ministra de Cultura, Christine Albanel, en reconocimiento del gobierno francés a su aporte al patrimonio musical nacional.
Gracias a su sencillo "Hello" lanzado en 2010, en colaboración con la banda canadiense Dragonette, logra un gran reconocimiento mundial, obteniendo el doble platino en Canadá y es disco de platino en Estados Unidos, Australia, Alemania, Italia, Bélgica, Suiza y Nueva Zelanda, además de alcanzar el primer puesto en Hot Dance Club Songs de la revista Billboard de los Estados Unidos y en diversas listas musicales de todo el mundo.
En junio de 2011, lanza su quinto álbum Smash, en el que incluye éxitos como "Hello" y "Ready 2 Go", y la participación de grandes talentos musicales como Dragonette, el líder de la banda británica Bloc Party; Kele Okereke, Jade Williams, una cantante británica conocida como Sunday Girl, además de la cantante estadounidense Dev.
Debido a su rotundo éxito, Guy Oseary, mánager de Madonna, contactó con Martin Solveig a mediados de 2011, y le pidió que presentara varias demos para el próximo álbum de la cantante. La estrella estadounidense no dudó en contratarlo y grabaron en Londres su álbum MDNA. Estuvo a cargo de la producción de varias de las canciones del álbum, entre ellas se encuentran los sencillos «Give Me All Your Luvin'», «Turn Up the Radio» además de las canciones «I Don't Give A» y «Beautiful Killer».
El 28 de mayo de 2013, Solveig lanzó el sencillo «Hey Now» en coproducción con el dúo The Cataracs y la colaboración vocal  de Kyle Harvey, ingresando en los diez primeros de las listas de Alemania, Austria e Irlanda. En enero de 2015 regresa con el lanzamiento del sencillo «Intoxicated» en colaboración con el dúo GTA, incursionando por primera vez en el nuevo subgénero llamado future house. Este se convirtió en un éxito en las listas de Francia, Bélgica, Países Bajos y el Reino Unido. Siguiendo con el mismo estilo musical lanza en julio de 2015, el sencillo «+1» con la voz de la británica Sam White.
En 2016 lanza a través de Virgin EMI, «Do It Right» con la colaboración de la australiana Tkay Maidza y «Places» con las voces de la noruega Ina Wroldsen. Este último ingresando en los primeros treinta del Reino Unido. «All Stars» una colaboración con la cantante finlandesa Alma se lanzó en 2017 también por Virgin EMI. En 2018, vuelve a ponerle voz a sus producciones, esta vez en el sencillo «My Love».
En 2018 bailó con el público de Starlite Festival en Marbella. En diciembre de ese mismo año, Solveig recibió críticas generalizadas cuando le pidió a la primera mujer ganadora del Balón de Oro Ada Hegerberg que bailara twerk en el escenario en la ceremonia de entrega de premios. Solveig emitió una disculpa pública "a cualquiera que se haya ofendido" y afirmó que era una broma y que Hegenberg no lo consideraba sexista.

## Discografía

### Álbumes
En estudio
| Año  | Álbum | Puesto | Puesto    | Puesto   | Puesto |
| Año  | Álbum | FRA    | BEL (Fla) | BEL (Val | SUI    |
| ---- | --- | ------ | --------- | -------- | ------ |
| 2002 | Sur la Terre - Primer álbum de estudio - Lanzamiento: 2002 - Discográfica: Mixture                                                 | —      | —         | —        | —      |
| 2003 | Suite - Segundo álbum de estudio - Lanzamiento: 2003 - Discográfica: Universal Music Francia Vendetta                              | 84     | —         | —        | —      |
| 2005 | Hedonist - Tercer álbum de estudio - Lanzamiento: 2005 - Discográfica: Universal Music Francia Defected                            | 43     | —         | 99       | —      |
| 2008 | C'est La Vie - Cuarto álbum de estudio - Lanzamiento: 3 de abril de 2008 - Discográfica: Universal Music Francia                   | 16     | 99        | 23       | 59     |
| 2011 | Smash - Quinto álbum de estudio - Lanzamiento: 6 de junio de 2011 - Discográfica: Universal Music Francia Mercury Records          | 18     | —         | 37       | 77     |
| 2023 | Back To Life - Sexto álbum de estudio - Lanzamiento: 10 de octubre de 2023 - Discográfica: Universal Music Francia Mercury Records | —      | —         | —        | —      |

Compilaciones
| Título | Datos del álbum                                             | Mejor posición en listas | Mejor posición en listas | Mejor posición en listas |
| Título | Datos del álbum                                             | FRA                      | BEL (Val)                | SUI                      |
| ------ | ----------------------------------------------------------- | ------------------------ | ------------------------ | ------------------------ |
| So Far | - Lanzamiento: 2006 - Discográfica: Universal Music Francia | 38                       | 100                      | 85                       |

### Sencillos en listas
| Año                | Título                                       | Mejor posición en listas | Mejor posición en listas | Mejor posición en listas | Mejor posición en listas | Mejor posición en listas | Mejor posición en listas | Mejor posición en listas | Mejor posición en listas | Mejor posición en listas | Mejor posición en listas | Mejor posición en listas | Mejor posición en listas | Certificaciones |              |              |
| Año                | Título                                       | FRA                      | ALE                      | AUS                      | AUT                      | BEL (Fla)                | BEL (Val)                | ESP                      | HOL                      | IRL                      | SUI                      | R.U.                     | EUA                      | Certificaciones |              |              |
| Sur La Terre       | Sur La Terre                                 | Sur La Terre             | Sur La Terre             | Sur La Terre             | Sur La Terre             | Sur La Terre             | Sur La Terre             | Sur La Terre             | Sur La Terre             | Sur La Terre             | Sur La Terre             | Sur La Terre             | Sur La Terre             | Sur La Terre | Sur La Terre | Sur La Terre |
| ------------------ | -------------------------------------------- | ------------------------ | ------------------------ | ------------------------ | ------------------------ | ------------------------ | ------------------------ | ------------------------ | ------------------------ | ------------------------ | ------------------------ | ------------------------ | ------------------------ | --- | ------------ | ------------ |
| 2003               | «Madan» (vs. Salif Keita)                    | 37                       | —                        | —                        | —                        | —                        | 64                       | —                        | 87                       | —                        | 66                       | —                        | —                        | |              |              |
| 2003               | «Rocking Music»                              | 47                       | —                        | 39                       | —                        | 54                       | 64                       | —                        | 82                       | —                        | —                        | 35                       | —                        | |              |              |
| 2003               | «Heartbeat»                                  | —                        | —                        | —                        | —                        | —                        | —                        | —                        | —                        | —                        | —                        | —                        | —                        | |              |              |
| 2004               | «I'm a Good Man»                             | —                        | —                        | —                        | —                        | —                        | —                        | —                        | —                        | —                        | —                        | 57                       | —                        | |              |              |
| Hedonist           |                                              |                          |                          |                          |                          |                          |                          |                          |                          |                          |                          |                          |                          | |              |              |
| 2005               | «Everybody»                                  | 37                       | —                        | 33                       | —                        | 28                       | 27                       | —                        | —                        | —                        | —                        | 22                       | —                        | |              |              |
| 2006               | «Jealousy»                                   | 36                       | —                        | —                        | —                        | 30                       | 40                       | 8                        | —                        | —                        | 60                       | 62                       | —                        | |              |              |
| 2006               | «Something Better»                           | —                        | —                        | —                        | —                        | —                        | 64                       | —                        | —                        | —                        | —                        | —                        | —                        | |              |              |
| 2007               | «Rejection»                                  | 34                       | —                        | —                        | —                        | 57                       | 52                       | —                        | —                        | —                        | 55                       | —                        | —                        | |              |              |
| C'est la vie       |                                              |                          |                          |                          |                          |                          |                          |                          |                          |                          |                          |                          |                          | |              |              |
| 2008               | «C'est La Vie»                               | —                        | —                        | —                        | —                        | 53                       | 59                       | 12                       | —                        | —                        | 63                       | —                        | —                        | |              |              |
| 2008               | «I Want You» (con Lee Fields)                | 59                       | —                        | —                        | —                        | 54                       | 37                       | —                        | —                        | —                        | —                        | —                        | —                        | |              |              |
| 2009               | «One 2.3 Four»                               | —                        | —                        | —                        | —                        | 52                       | 57                       | —                        | —                        | —                        | —                        | —                        | —                        | |              |              |
| Smash              |                                              |                          |                          |                          |                          |                          |                          |                          |                          |                          |                          |                          |                          | |              |              |
| 2009               | «Boys & Girls» (con Dragonette)              | 17                       | —                        | —                        | —                        | —                        | —                        | —                        | —                        | —                        | —                        | —                        | —                        | |              |              |
| 2010               | «Hello» (con Dragonette)                     | 5                        | 5                        | 13                       | 1                        | 1                        | 2                        | 17                       | 1                        | 6                        | 10                       | 13                       | 46                       | - ALE: Platino - AUS: 2× Platino - BEL: Platino - CAN: 2× Platino - EUA: Platino - ITA: Platino - NZ: Oro - R.U.: Oro - SUI: Platino |              |              |
| 2011               | «Ready 2 Go» (con Kele)                      | 20                       | 45                       | —                        | 49                       | 65                       | 58                       | 43                       | 24                       | 38                       | 70                       | 48                       | —                        | |              |              |
| 2011               | «Big in Japan» (con Dragonette y Idoling!!!) | —                        | —                        | —                        | —                        | 37                       | 22                       | —                        | —                        | —                        | —                        | 118                      | —                        | |              |              |
| 2012               | «The Night Out»                              | 78                       | 71                       | —                        | —                        | 57                       | 48                       | —                        | —                        | —                        | —                        | 36                       | —                        | |              |              |
| Sencillo sin álbum |                                              |                          |                          |                          |                          |                          |                          |                          |                          |                          |                          |                          |                          | |              |              |
| 2013               | «Hey Now» (con The Cataracs y Kyle)          | 55                       | 10                       | 71                       | 8                        | 31                       | 43                       | —                        | —                        | 8                        | 38                       | —                        | —                        | - ALE: Oro |              |              |
| 2013               | «Blow» (con Laidback Luke)                   | —                        | —                        | —                        | —                        | 82                       | 80                       | —                        | —                        | —                        | —                        | —                        | —                        | |              |              |
| 2015               | «Intoxicated» (con GTA)                      | 15                       | 11                       | 81                       | 23                       | 6                        | 8                        | —                        | 9                        | 26                       | 33                       | 5                        | —                        | - ALE: Platino - BEL: Platino - R.U.: Platino                                                                                        |              |              |
| 2015               | «+1» (con Sam White)                         | 31                       | 38                       | —                        | —                        | 27                       | 49                       | —                        | 76                       | —                        | —                        | 51                       | —                        | - R.U.: Plata |              |              |
| 2016               | «Do It Right» (con Tkay Maidza)              | 48                       | 41                       | 56                       | 72                       | 31                       | 69                       | —                        | —                        | 81                       | —                        | 97                       | —                        | - FRA: Oro - R.U.: Plata |              |              |
| 2016               | «Places» (con Ina Wroldsen)                  | 56                       | 44                       | —                        | 72                       | 43                       | 24                       | —                        | —                        | 37                       | —                        | 27                       | —                        | - FRA: Oro - R.U.: Platino |              |              |
| 2017               | «All Stars» (con Alma)                       | 11                       | 33                       | —                        | 24                       | 11                       | 4                        | —                        | —                        | —                        | 94                       | 83                       | —                        | - FRA: Platino - ALE: Oro - BEL: Platino                                                                                             |              |              |
| 2018               | «My Love»                                    | 74                       | —                        | —                        | —                        | 52                       | 22                       | —                        | —                        | —                        | —                        | —                        | —                        | |              |              |

### Otros sencillos
| Año  | Título                                              | Álbum               |
| ---- | --------------------------------------------------- | ------------------- |
| 1996 | «Satisfied»                                         | Sencillo sin álbum  |
| 1999 | «Heart of África / Afro Deep»                       | Sur La Terre        |
| 2000 | «Come with Me»                                      | Sur La Terre        |
| 2000 | «Destiny»                                           | Sur La Terre        |
| 2000 | «Edony (Clap Your Hands)»                           | Sur La Terre        |
| 2001 | «Mr. President»                                     | Sur La Terre        |
| 2002 | «Linda»                                             | Sur La Terre        |
| 2002 | «Someday»                                           | Sur La Terre        |
| 2007 | «Cabo Parano» (con Stephy Haïk)                     | So Far              |
| 2012 | «1234» (Laidback Luke con Chuckie y Martin Solveig) | Sencillos sin álbum |

### Remixes
- 1996: Paul Jays – Desire (Martin Solveig Solid Mixture)[81]
- 2000: Eddy & Dus – Starlite (Papa & Son Remix by Claude Monnet & Martin Solveig)
- 2000: Housequake – What Is It (Martin Solveig Dub)
- 2002: Salif Keita – Madan (Exotic Disco Mix)[82]
- 2002: Inside feat. Sanae – Need Somebody (Martin S. Hunter Mix)
- 2002: Soldiers of Twilight – Believe (Martin Solveig Vocal Dub)[83]
- 2003: Cunnie Williams – Everything I Do (Martin Solveig Remixes)[84]
- 2004: Claude Monnet Presents Mónica Nogueira – Infancia Mágica (Martin Solveig Petite Dub)[85]
- 2004: Erro – Change For Me (Martin Solveig Club Mix)
- 2004: Mousse T. feat. Roachford – Pop Muzak (Martin Solveig Electro Disco Mix)[86]
- 2005: Blaze presents UDA Feat. Barbara Tucker – Most Precious Love (Martin Solveig Re-Edit)[87]
- 2007: Bumcello – Dalila (Martin Solveig Remix)[88]
- 2007: Trickski – Sweat (Martin Solveig Remix)[89]
- 2008: Martin Solveig – C'est La Vie (Fedde Vs Martin Club Mix)[90]
- 2008: Mylène Farmer – Dégénération (Comatik Club Remix by Martin Solveig & Michael Tordjman)[91]
- 2012: Bob Sinclar feat. Pitbull, Dragonfly & Fatman Scoop – Rock the Boat (Martin Solveig Remix)[92]
- 2012: Madonna – Turn Up the Radio (Martin Solveig Club Mix)[93]
- 2012: Martin Solveig – The Night Out (A-Trak Vs Martin Rework)[94]
- 2013: Armand Van Helden feat. Duane Harden – You Don't Know Me (Martin Solveig Remix)[95]
- 2016: Flume feat. Kai – Never Be Like You (Martin Solveig Remix)[96]
- 2017: Tiga – Woke (Martin Solveig Remix)[97]

## Ranking DJmag
| DJ             | 2007 | 2008 | 2009 | 2010 | 2011 | 2012 | 2013 | 2016 | 2017 | 2018 |
| -------------- | ---- | ---- | ---- | ---- | ---- | ---- | ---- | ---- | ---- | ---- |
| Martin Solveig | 72°  | 52°  | 47°  | 55°  | 29°  | 48°  | 77°  | 98°  | 133° | 112° |